# Eletricidade de Timor-Leste
A Electricidade de Timor-Leste - EDTL  é uma empresa estatal que atua no fornecimento de eletricidade no Timor-Leste. 
Sediada na capital Díli, a EDTL está subordinada ao Ministério da Função Pública.

## Histórico
A EDTL foi fundada em 1999, durante a gestão do primeiro-ministro Taur Matan Ruak, inicialmente como uma diretoria no âmbito do ministério responsável pela infraestrutura energética. Por meio do Decreto-Lei n.° 29/2020, de 22 de julho de 2020, foi criada a Eletricidade de Timor-Leste, E.P. -  EDTL com a natureza de empresa pública.

## Atividades
A Eletricidade de Timor-Leste tem sua operação comercial na Geração, Transmissão e Distribuição de eletricidade.
A EDTL é proprietária da Central Eléctrica de Hera com uma potência total de 119 MW, a Central Eléctrica de Betano com 136 MW, a Central Eléctrica de Inur-Sacato com 17,3 MW e Central Eléctrica de Ilha Atauro, com 2,6 MW, todas movidas a óleo diesel. A operadora das usinas é a finlandesa Wärtsilä.
A empresa também realizar pesquisas e coleta de dados em fontes de energia renovável, bem como instala painéis solares em regiões remotas e distantes de linhas nacionais de eletricidade.
O sistema de transmissão da EDTL consiste em 603,42 km de linhas de 150 kV, tendo sido construída pela  China Nuclear Industry 22nd Construction Company (CNI22), que também realiza a operação e manutenção.

A O&M (Operação e Manutenção) do setor de distribuição é realizada pela própria EDTL.

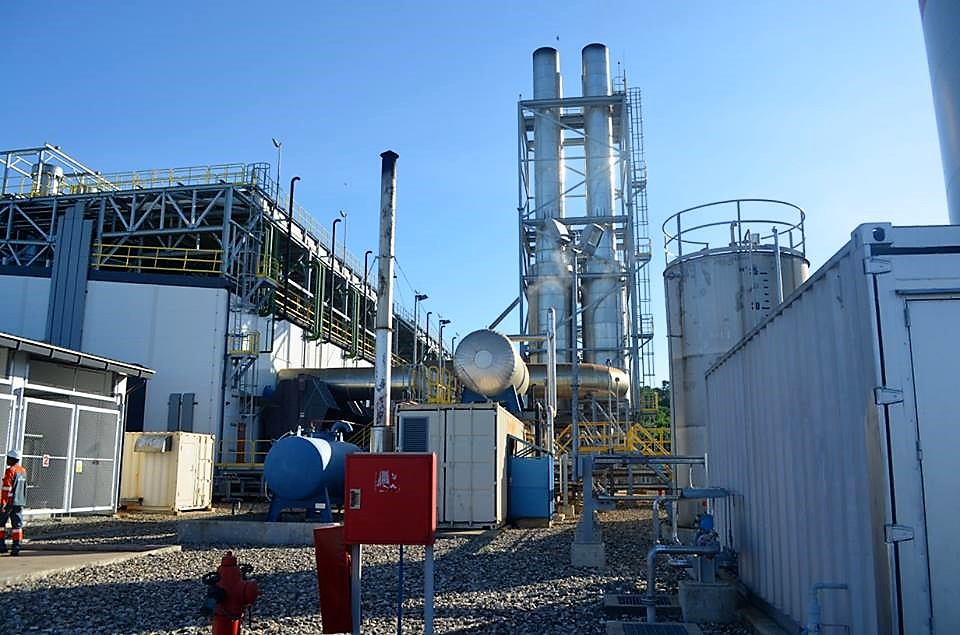
Central Eléctrica de Betano